# Schloss Hagenberg

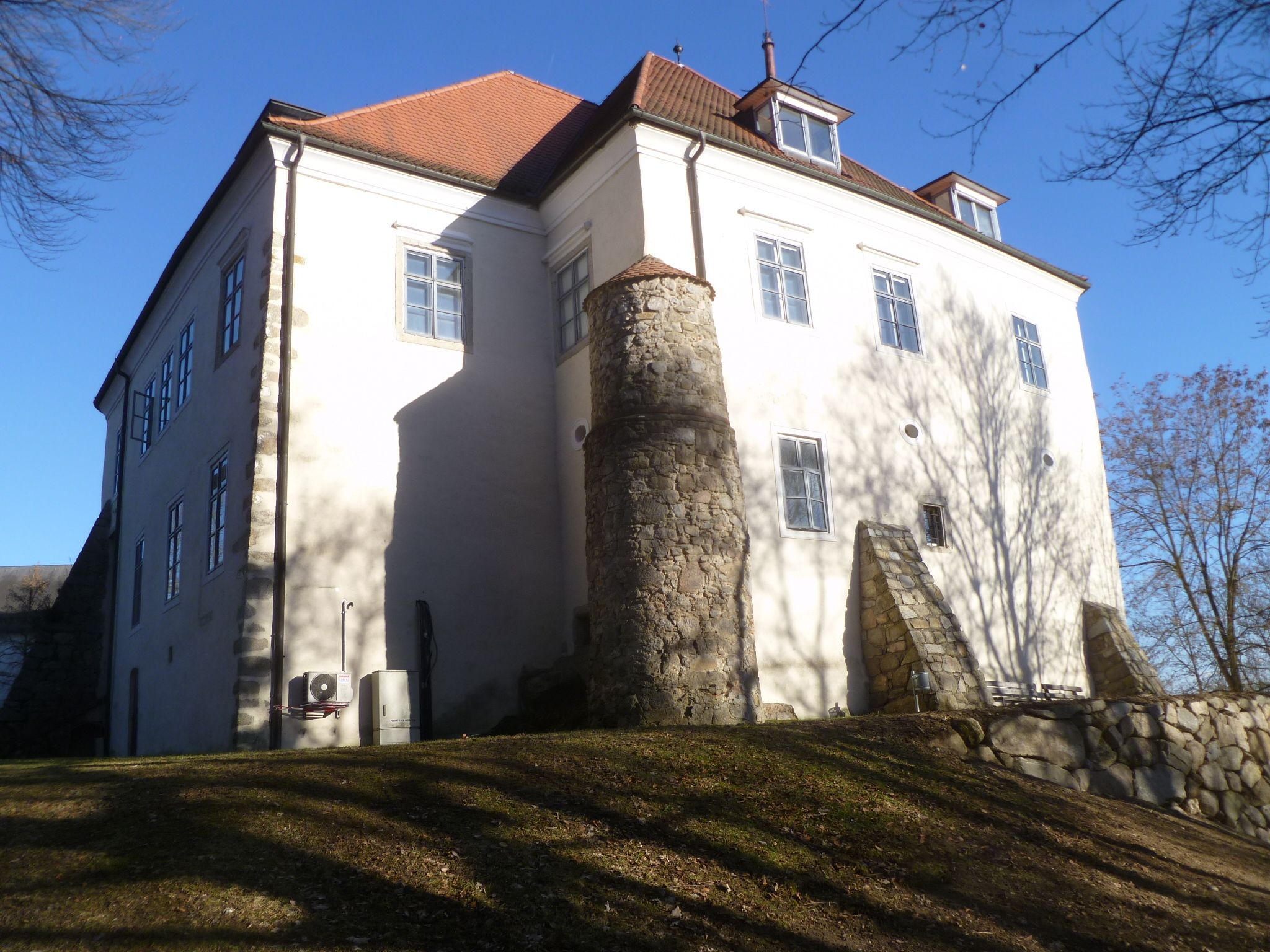
Schloss Hagenberg

Das Schloss Hagenberg ist eine denkmalgeschützte Schlossanlage in Oberösterreich und steht im Ort Hagenberg im Mühlkreis im Mühlviertel. Das Schloss wurde um 1370 erstmals erwähnt und wechselte öfter den Besitzer. Ab 1928 setzte sein Verfall ein, in den 1960er Jahren wurde es unbewohnbar. Ab 1983 wurde das Schloss von der Gemeinde mit Hilfe des Landes Oberösterreich renoviert und beherbergt seit 1989 das von Bruno Buchberger gegründete Forschungsinstitut Research Institute for Symbolic Computation der Johannes Kepler Universität Linz. In weiterer Folge entstand rund um das RISC der Softwarepark Hagenberg, in dem sich auch die Fachhochschule Oberösterreich Fakultät für Informatik, Kommunikation und Medien befindet. Vom Softwarepark und der Fachhochschule profitierte der gesamte Ort durch zusätzliche Arbeitsplätze. 

## Geschichte
Im Jahr 1370 wurde das heutige Schloss Hagenberg als kleine Burg erwähnt, damals als Besitz des Herrn von Wartberg ob der Aist, Eberhard Stadler. In diesem Jahr überließ er den Brüdern Eberhard, Hans und Ulrich von Kapellen die Burg als freies Eigen und nahm es als Lehen wieder zurück. Die Tochter von Albrecht Stadler heiratete um 1406 Georg von Zwingenstein, so kam Hagenberg in den Besitz dieser Familie. Die Tochter der beiden, Beatrix, heiratete 1432 Georg Schießenberger. Dieses Geschlecht behielt die Burg bis 1514 und baute es zum Schloss aus. Um 1514 verkaufte Hans Schießenberger das Anwesen an seine Vetter Hans, Mert und Leo von Hoheneck (auch: Hohenegg). Diese erbauten 1610 eine Gruftkapelle neben dem Schloss. Eva von Hoheneck heiratete 1615 Georg Christoph von Schallenberg, und das Schloss ging in dessen Besitz über.

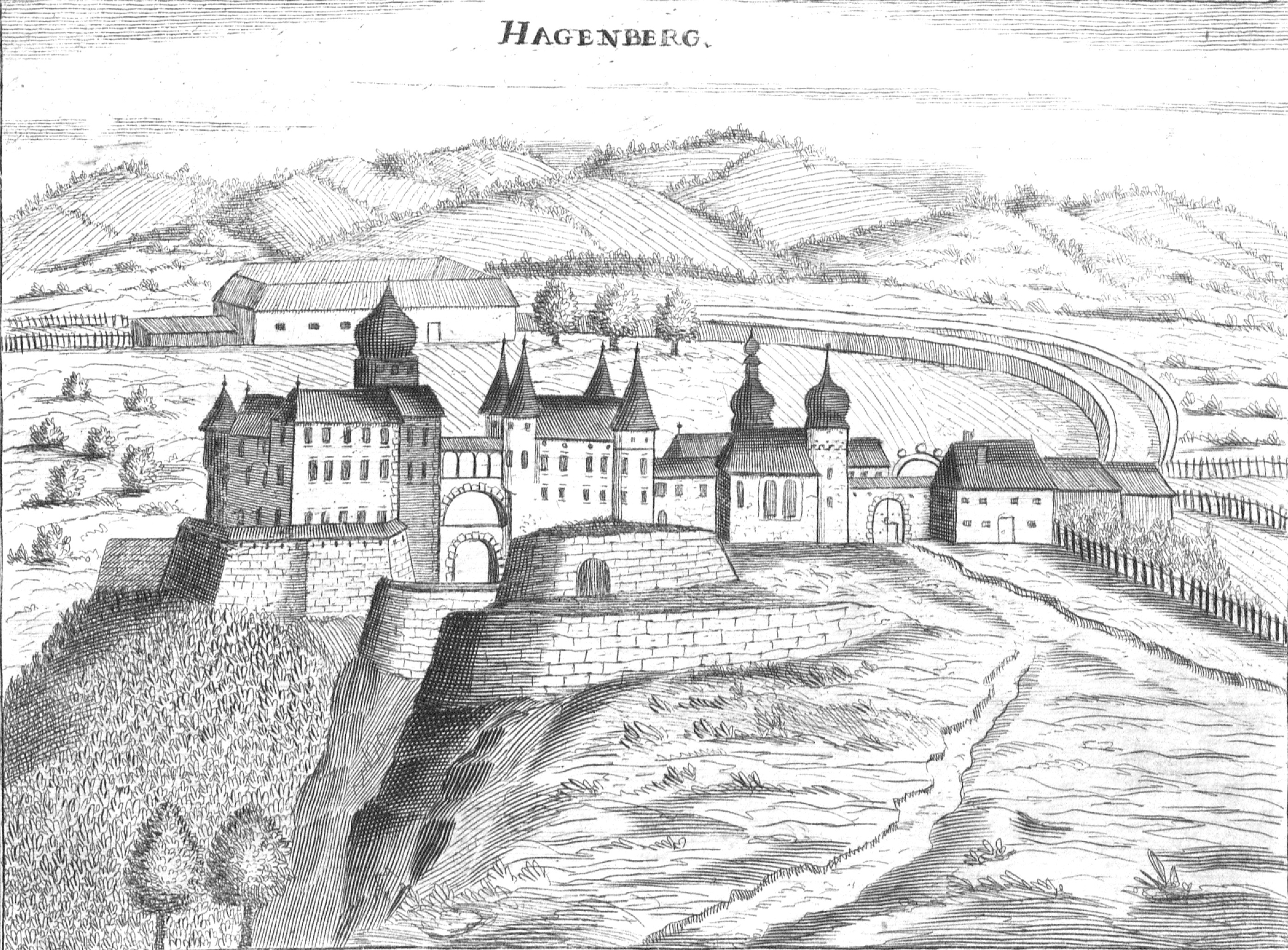
Schloss Hagenberg auf einem Stich von Georg Matthäus Vischer um 1674

1672 wurde das Schloss an Egon Gotthard Maurer von Hohenberg verkauft, der die Schlosskapelle errichten ließ. Als er 20 Jahre später starb, ging das Schloss an Johann Adam von Wöber. Dessen Tochter Regina heiratete Hofrat Wolf Wilhelm von Blumental. Deren Sohn übergab 1754 das Schloss dem Augustin Thomas von Wöber. Augustin ließ 1770 die Pfarrkirche Hagenberg fertigstellen, die unter Kaiser Joseph II. zur Pfarrkirche erhoben wurde. 1750 zählten zur Herrschaft Hagenberg 238 Untertanen. 1775 kauften die Grafen Thürheim das Schloss, die auch das Schloss Weinberg besaßen. Durch Heirat wechselte es abermals den Besitzer: Gräfin Maria Franziska Thürheim heiratete 1801 den Grafen Michael Max Althan. Deren Tochter Franziska heiratete 1862 Major Friedrich Wilhelm Eckbrecht von Dürckheim, der das Schloss 1867 übernahm. Unter den Dürckheims erhielt es sein heutiges Aussehen: Der charakteristische Turm wurde 1892 auf dem ehemaligen Bergfried aufgesetzt, die Gruftkapelle 1900 abgebrochen. 1928 starb der letzte besitzende Graf Georg Friedrich Eckbrecht von Dürckheim-Montmartin an Lungenkrebs, das Schloss verblieb bei Gräfin Sophie Dürckheim. Der Verfall des Schlosses setzte ein. Am 28. Mai 1935 wurden aufgrund wirtschaftlicher Not im Schloss Hagenberg Möbel, im Meierhof Brennholz, Alteisen u. a. versteigert. Am 15. Juni 1936 folgte beim Bezirksgericht in Prägarten die Versteigerung des gesamten Guts Hagenberg (Schloss und Meierhof). Die oö. Landes-Hypothekenanstalt erstand den Besitz um 217.075.- Schilling, ein Wohnrecht für die Vorbesitzer wird nicht zugestanden. Mit der Machtergreifung der Nationalsozialisten 1938 wurde Kommerzialrat Fickl der neue Besitzer von Schloss Hagenberg. Am 13. Dezember 1938 geht das Gut Hagenberg durch Kauf für 290.000 Reichsmark in den Besitz des Friedrich Botho von Loesch über. Er stammt von einem Gut in Schlesien.
Nach dem Zweiten Weltkrieg besetzte die sowjetische Besatzungsmacht die Anlage und zog sie stark in Mitleidenschaft. Gutsbesitzer Lösch, so gut wie mittellos, zog sich damals in den nahe gelegenen Meierhof zurück. Das Schloss diente in den nachfolgenden Jahren als Notunterkunft für verschiedene Mieter. Das Gebäude verwahrloste immer mehr, 1972 richtete ein Erdbeben weitere Schäden an, und Mitte der 1970er Jahre beantragte der Eigentümer den Abbruchbescheid. Daraufhin folgte eine Unterschutzstellung der Schlossruine durch das Bundesdenkmalamt, und das Gebäude blieb erhalten. 
Im Jahr 1983 erließ der Hagenberger Gemeinderat einen Beschluss zur Rettung des Schlosses und setzte mit der Erneuerung des Turmdachs ein entsprechendes Zeichen. 1985 wurde der Schlossverein gegründet und unterstützte die Gemeinde bei der Sanierung und Revitalisierung. Das Land Oberösterreich leistete monetäre Hilfe. Dadurch konnte 1985 die Gemeinde das Schloss, eher eine Ruine, für 99 Jahre pachten. Als Nutzer fand sich ein Institut der Johannes Kepler Universität in Linz. Die Ruine wurde saniert und als Technologiezentrum adaptiert, auch wenn zahlreiche historische Umbauten entfernt wurden. Im Jahre 1988 wurde das ausführende Architektenteam Riepl/Moser für sein Werk mit dem Architekturpreis des Landes Oberösterreich ausgezeichnet. Im Jahr 1989 wurde im Schloss das Research Institute for Symbolic Computation (RISC) und im nahe gelegenen Meierhof die erste Fachhochschule in Oberösterreich eröffnet. Ein Teil des Schlosses dient als Gemeindezentrum.

## Beschreibung

### Hauptschloss und Vorburg
Das Schloss liegt auf einem zur Visnitz steil abfallenden Bergrücken und ist ein mächtiger, langgestreckter zweigeschoßiger Bau. Im dritten Hof ist die mittelalterliche Burg noch erkennbar. Heute ist dieser Hof mit einem Glasdach abgedeckt und dient als Lobby. Der Schlosscharakter wird heute vom Torturm und dem Stumpf eines Rundturms bestimmt. Der erstgenannte Turm wurde Ende des 19. Jahrhunderts errichtet und trägt ein Keildach, das an den vier Ecken von je einem weiteren kleinen Türmchen mit Zwiebeldach flankiert wird. Aufgrund seiner dadurch unverwechselbaren Bauweise trägt die Gemeinde Hagenberg den Schlossturm heute als Wahrzeichen im Gemeindewappen. Das Innere des Schlosses wurde komplett modernisiert, von der ehemaligen Einrichtung ist nichts erhalten.
Gegen Osten war die Vorburg mit einem heute zugeschütteten Graben vom Hauptschloss getrennt. Die vier Ecken waren mit jeweils einem Rundturm bewehrt. Im ersten Stock der Vorburg befindet sich ein Arkadengang aus dem 16. Jahrhundert. Durch den Abbruch der Gruftkapelle ist der vorderste Hof frontseitig offen. Die Pfarrkirche ist als ehemalige Schlosskirche mit dem Südtrakt verbunden. Sie wurde 1610 als protestantisches Bethaus errichtet und 1672 und 1728 erweitert.
Im ehemaligen Meierhof ist heute das Software Competence Center Hagenberg untergebracht.

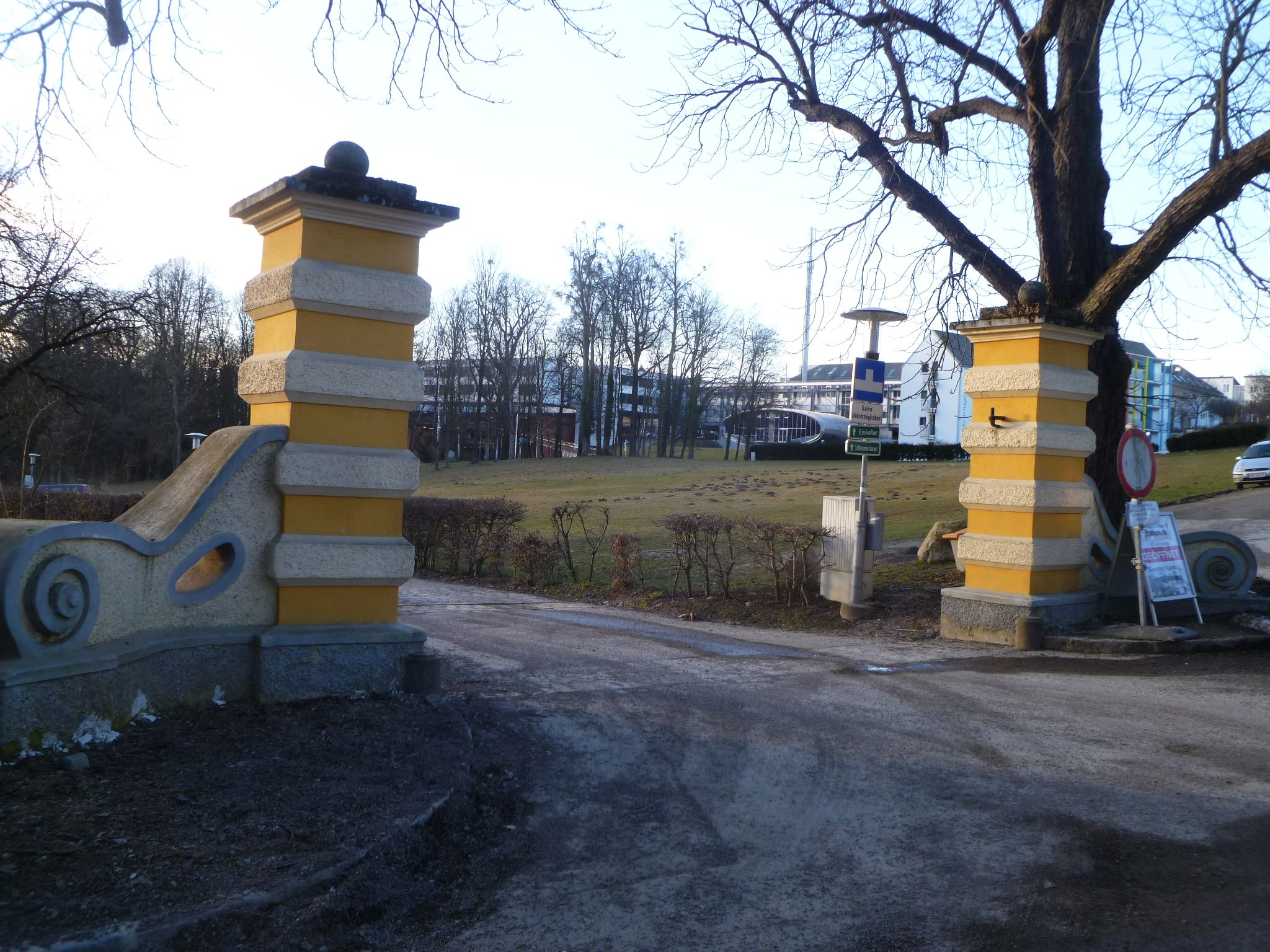
Zufahrt zum Schloss
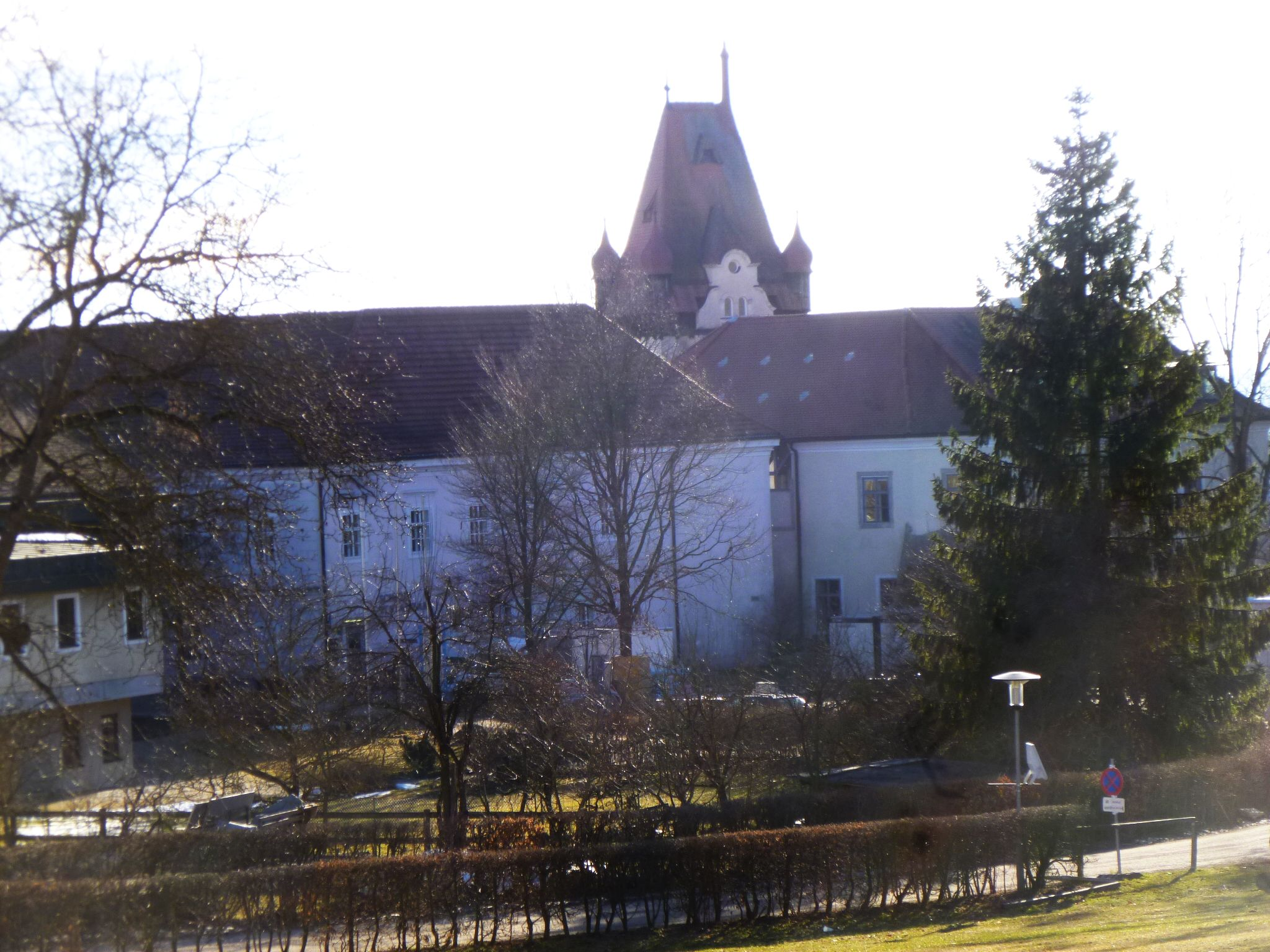
Gesamtanlage
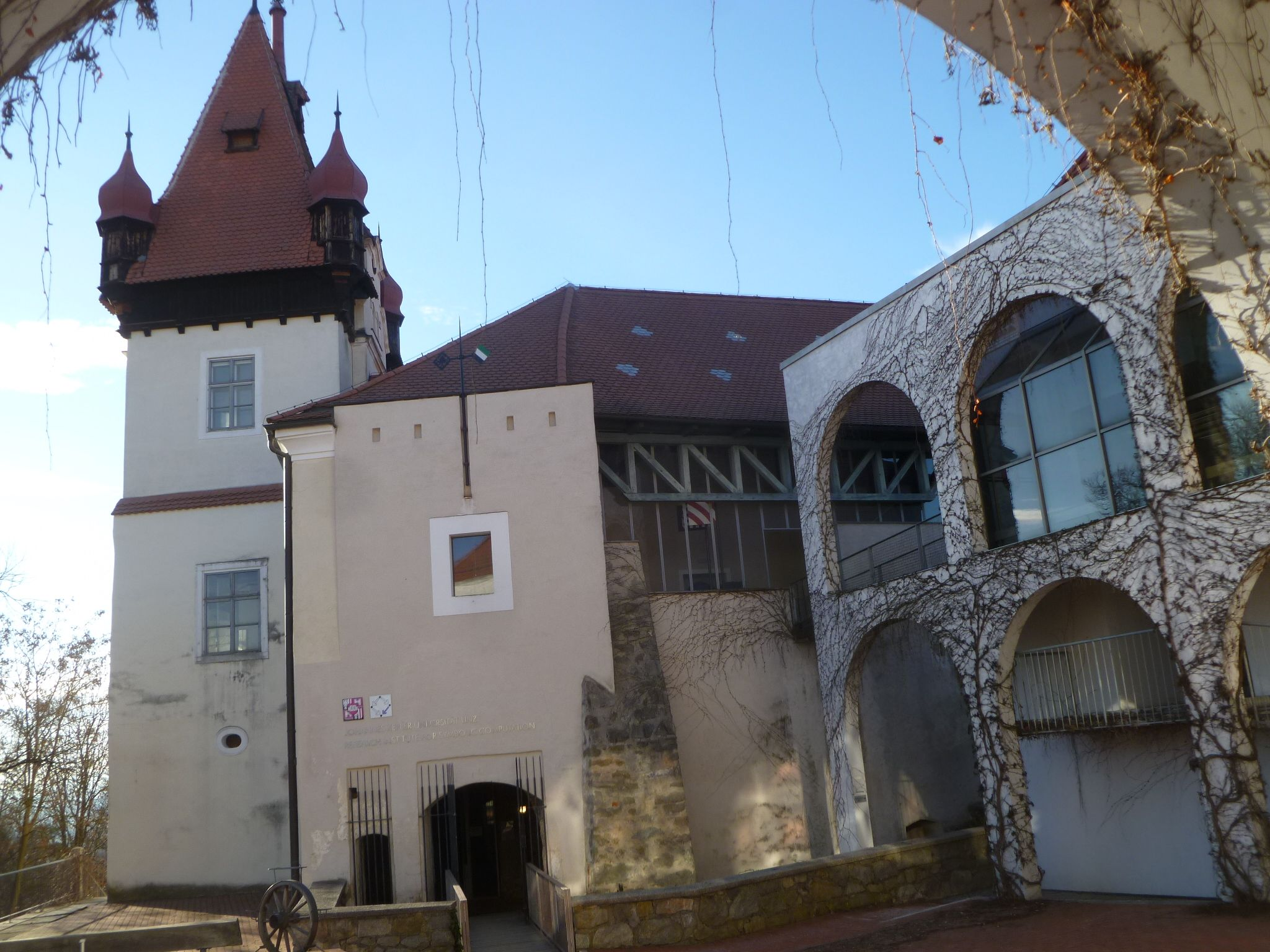
Schloss Hagenberg
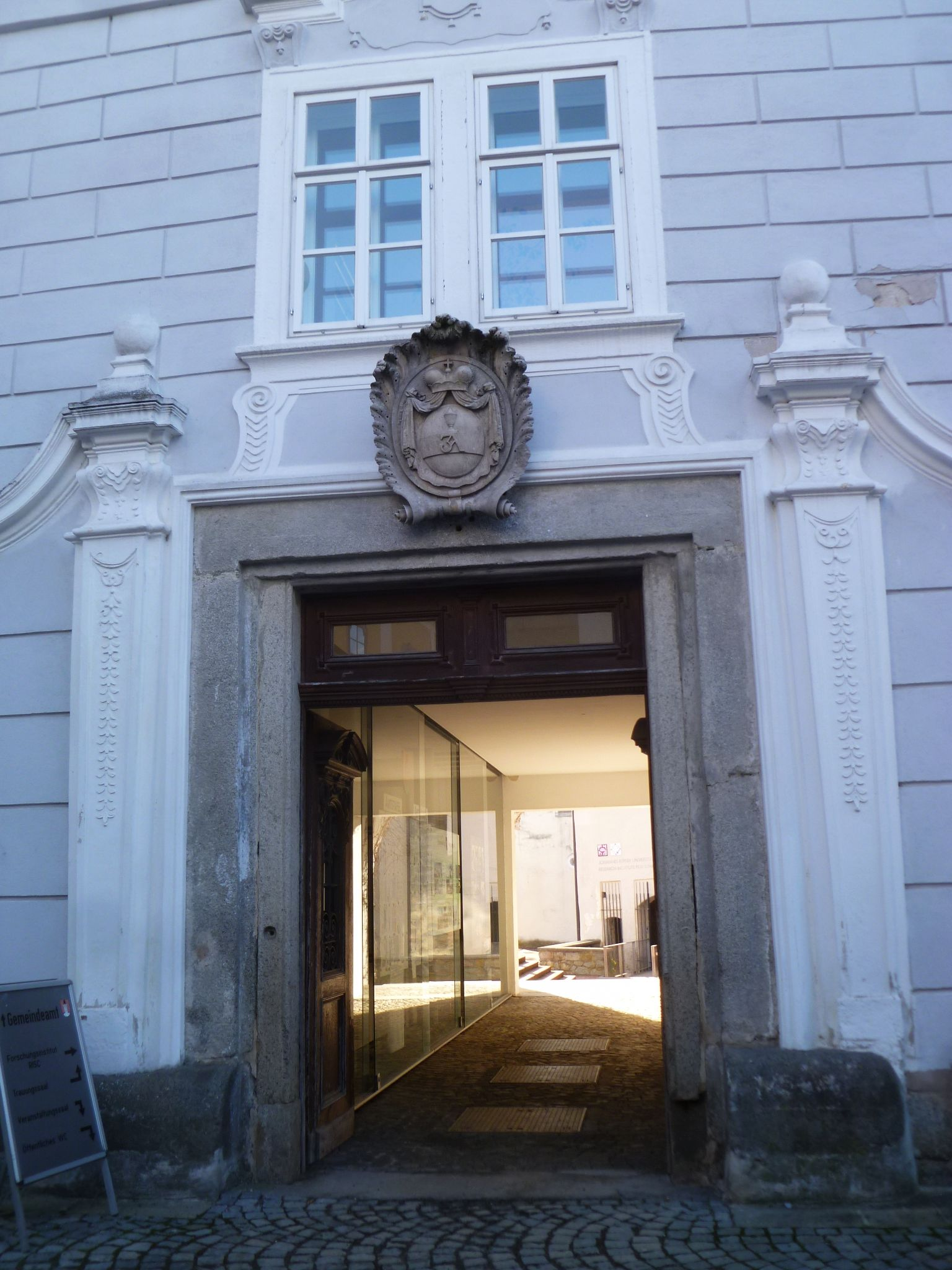
Eingangsportal
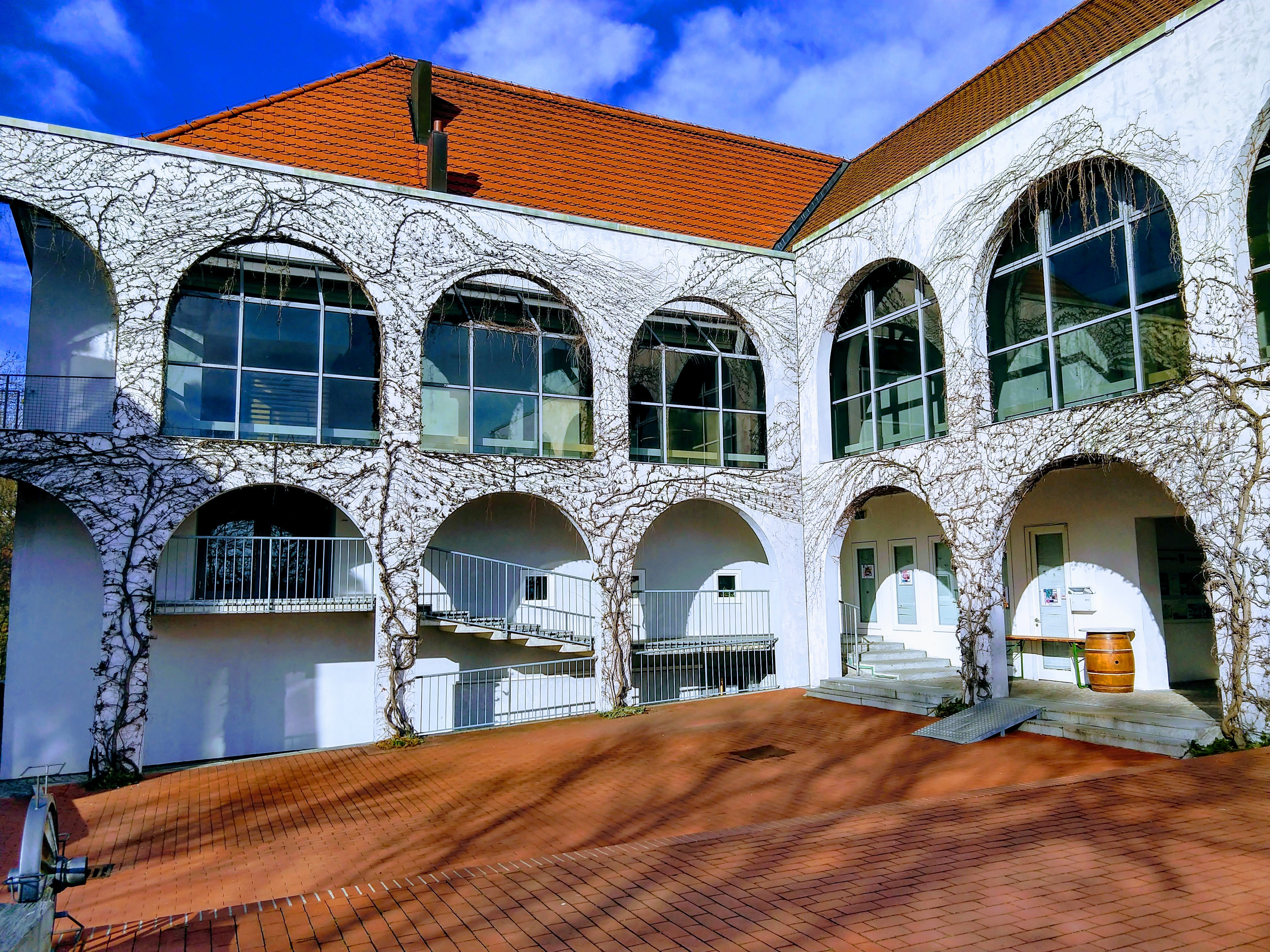
Roter Platz und Arkaden

### Schlosskapelle

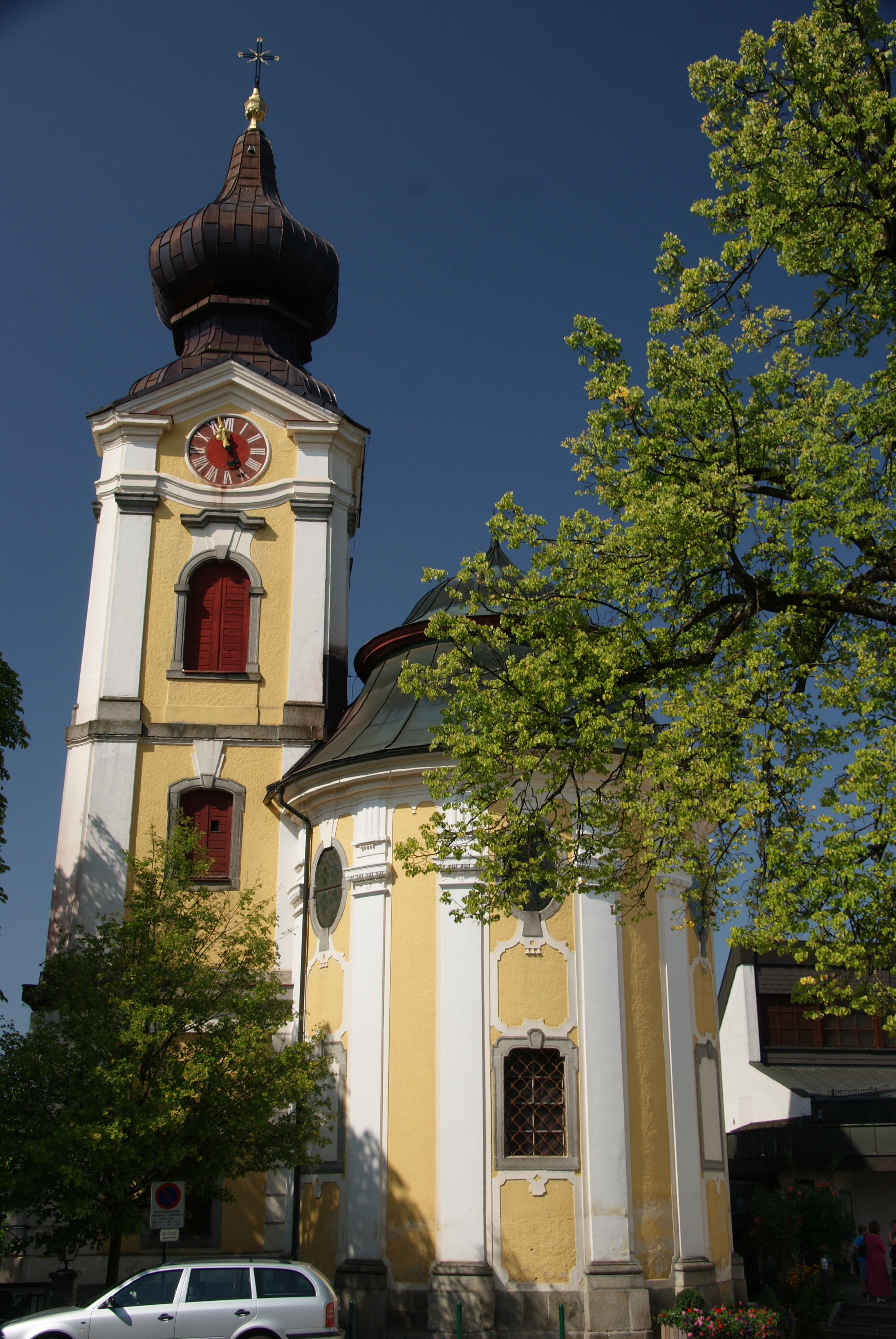
Schlosskapelle Hagenberg

Die Schlosskapelle wurde um 1672 errichtet. Nach dem Brand von 1728 wurde sie erweitert und barockisiert. Die Einrichtung stammt aus der ersten Hälfte des 18. Jahrhunderts. Der Baldachin-Hochaltar mit vier Säulen und mit einer Gruppe der Heiligen Familie stammt von Johann Mähl aus Linz, die Seitenaltäre zeigen Gemälde von Bartolomeo Altomonte.

### Schlossgarten
Der Landschaftsgarten westlich des Schlosses wurde vor 1826 angelegt und um 1862 vergrößert. Der Schlossgarten liegt auf einem Südhang, der die Ansiedlung exotischer Arten möglich macht. Daher finden sich dort zum Beispiel eine 130-jährige Winterlinde, Blut- und Rotbuchen, Stieleichen, Berg- und Spitzahorn, Robinien, Ginkgobäume, Katsurabäume, Hemlocktannen und Tulpenbäume. Weiters umfasst der Park Wiesen und kleine Teiche.